# Бартольд, Василий Владимирович
Васи́лий Влади́мирович Барто́льд (3 (15) ноября 1869, Санкт-Петербург — 19 августа 1930, Ленинград) — российский и советский историк, востоковед-медиевист (тюрколог, арабист), исламовед, источниковед, архивист, филолог; один из основателей российской школы востоковедения. Академик Санкт-Петербургской академии наук (1913) (в дальнейшем — Академии наук СССР), член Императорского православного палестинского общества. Один из авторов Энциклопедического словаря Брокгауза и Ефрона и первого издания «Энциклопедии ислама» (246 статей).
На Западе публиковался под своим немецким крестильным именем Вильгельм Бартольд (нем. Wilhelm Barthold).

## Биография
Василий Владимирович Бартольд родился в семье биржевого маклера немецкого происхождения. В 1887 году окончил Восьмую петербургскую гимназию. Поступил в Петербургский университет на факультет восточных языков. Окончил университет в 1891 году, с 1892 года там же и работал. Средства отца позволили Бартольду не останавливаться перед расходами для пополнения своего образования, в том числе за границей, осуществления поездок и путешествий.
В 1899 году была издана книга Стенли Лэн-Пуля «Мусульманские династии» в переводе Бартольда с многочисленными исправлениями переводчика.
В 1900 году, по защите диссертации «Туркестан в эпоху монгольского нашествия» (части 1-я и 2-я, СПб., 1898—1900), Бартольд получил степень доктора истории Востока.
Преподавал в Петербургском университете, ежегодно совершая поездки в страны Востока.
В 1901 году В. Бартольд назначен экстраординарным, в 1906 году ординарным профессором Петербургского университета. Был секретарём основанного в 1903 году Русского комитета для изучения Средней и Восточной Азии. В 1904 году производил археологические раскопки в окрестностях Самарканда; в 1910 году избран членом-корреспондентом Академии наук, в 1913 году — ординарным академиком по разряду «Литература и история азиатских народов». В 1912 году в работе «Халиф и султан» Бартольдом было сделано научное открытие: он доказал, что представление о передаче духовной власти последним аббасидским халифом Мутаваккилем османскому султану Селиму Явузу в XVI веке является легендой, появившейся не ранее XVIII века.
В мае 1913 года Бартольд предпринял научную поездку по Южному Уралу, Сибири и Средней Азии, посетил Оренбург, Уфу, село Стерлибашево Стерлитамакского уезда Уфимской губернии. В феврале 1917 года Бартольд вошёл в состав академической Комиссии по изучению племенного состава населения России и сопредельных стран (председатель — академик Сергей Ольденбург).
После Октябрьской социалистической революции Бартольд возглавил Коллегию востоковедов, созданную в 1921 году при Азиатском музее. Одной из важных задач, к решению которых он был подключён в первые же годы Советской власти, стало создание письменности для бесписьменных народов РСФСР и СССР и замена арабского алфавита на латиницу.
Бартольд являлся одним из участников и организаторов Первого Всесоюзного тюркологического съезда в Баку (1926 год).
В 1924—1926 годах бывал в Баку, где принимал деятельное участие в организации силами профессоров Ленинградского и Казанского университетов восточного факультета в Азербайджанском университете. Специально для студентов этого университета прочёл циклы лекций «История Азербайджана», «О месте прикаспийских областей в истории мусульманского мира», где дал анализ исторического значения отдельных городов Азербайджана, в частности, Баку.
В Баку встречался с учёными, преподавателями, с местной администрацией, осматривал музеи, мечети, шахский дворец, крепость, кладбища. Кроме работы в Баку, занимался вопросами сохранения мавзолеев Низами, Фирдоуси и Коркута и переводил огузский эпос «Сказание о Деде Коркуте».
Знакомился и переводил некоторые рукописи из собрания библиотеки Азербайджанского университета и библиотеки имени Сабира. Читал доклады на заседаниях историко-этнографической секции Общества обследования и изучения Азербайджана в Бакинском доме просвещения и на Первом Всесоюзном тюркологическом съезде в Баку (1926). Сведения, собранные им о городе Баку, входят в статью «Баку» в его «Энциклопедии ислама».
Занимался во многих библиотеках мира (Англии, Германии, Франции, Турции и другие), СССР (Ленинград, Москва, Ташкент, Баку и другие). Главной целью его поездок за границу и по Советскому Союзу стало исследование восточных рукописных собраний. Хорошее знание работы библиотек позволяло ему не только читать лекции по истории архивного дела для слушателей Архивных курсов при Петроградском археологическом институте (1918), но и выступать со статьями и обзорами о состоянии библиотек, их рукописных отделов, высказывать предложения по собиранию материалов, раскрытию их через каталоги и тому подобного.
В январе 1927 года приглашён Николаем Марром в Ленинградскую публичную библиотеку в качестве консультанта по работам Восточного отделения с оплатой из научных кредитов, а с 1 февраля 1928 года зачислен нештатным сотрудником. В 1929 году вновь был консультантом. В Восточном отделении Бартольд руководил работой сотрудников, занимавшихся каталогизацией книг на персидском и других языках. Согласно трудовому договору, на Бартольда возлагалось также описание «рукописей турецких, арабских, персидских и, в первую очередь, рукописей бывшего Крымского ханства».
С 1927 по 1930 год занимался описанием рукописей регулярно, как правило, два раза в неделю, по понедельникам и четвергам, посещая Публичную библиотеку. Всего было описано около 500 рукописей: арабские («Новая серия»); собрание Н. В. Ханыкова; собрание А. С. Фирковича; персидско-таджикские («Персидская новая серия»); тюркоязычные («Турецкая новая серия»). Труды Бартольда представляли исключительную ценность, так как позволили ввести в научный оборот неизвестные ранее материалы.
Согласно пятилетнему плану, составленному им самим в 1929 году, предполагал посвятить каталогизации несколько лет, однако смерть помешала завершить работу.
Организатор Туркологического кабинета (ТУРК, 1928—1930), который размещался в его личной квартире и располагал его личной библиотекой.
Был редактором «Записок Восточного отделения Императорского Русского археологического общества» (1908—1912), журнала «Мир ислама» (1912—1913), журнала «Мусульманский мир» (1917), «Записок Коллегии востоковедов» (1925—1930).
Умер 19 августа 1930 года. Похоронен на Смоленском лютеранском кладбище. Собрание его сочинений в девяти томах было выпущено в 1963—1977 годах.

## Семья
Жена — Мария Алексеевна Жуковская (1868—1928), младшая сестра востоковеда Валентина Жуковского.

## Труды
- Сочинения : в 9 т. / Редакционная коллегия: А. М. Беленицкий, А. Н. Болдырев, Ю. Э. Брегель, И. Н. Винников, Б. Г. Гафуров, А. Н. Кононов, М. Е. Массон, И. П. Петрушевский, А. С. Тверитинова, И. И. Умняков. — М. : Издательство Восточной литературы, 1963—77.

На английском, немецком и французском языке
- Barthold W. Barthold’s Studien über Kalif und Sultan. Besprochen und im Auszuge mitgeteilt (нем.) // Der Islam  / C. H. Becker (hrzg.). — 1915. — Bd. 6, Nr. 4. — S. 350—412. — ISSN 1613-0928. — doi:10.1515/islm.1915.6.4.350.
- Bartold W. Turkestan Down to the Mongol Invasion (англ.) / H. A. R. Gibb. — Second ed. — London: Luzac & Co., 1928. — 514 p.
- Barthold W. Zwölf Vorlesungen über die Geschichte der Türken Mittelasiens (нем.). — Darmstadt: Wissenschaftliche Buchgesellschaft, 1932.
- Bartold W. Mussulman Culture (англ.) / Hasan Shaheed Suhrawardy. — Kolkata: University of Calcutta, 1934. — XXVIII, 146 p.
- Bartold W. Four Studies on the History of Central Asia (англ.) / V. Minorsky. — Leiden: E.J. Brill, 1962. — Vol. 1. — 184 p. — (Russian Translation Project Series of the American Council of Learned Societies, vol. 20). — ISBN 978-90-04-00149-7.
- Bartold W. Histoire des Turcs d'Asie Centrale (фр.). — Paris: Porcupine Press, 1977. — 177 p.
- Bartold W. An Historical Geography of Iran (англ.) / trans. by Svat Soucek[англ.]; ed. and introduction by C. E. Bosworth. — Princeton: Princeton University Press, 1984. — 308 p. — (Princeton Legacy Library). — ISBN 978-1-400-85322-9. — doi:10.1515/9781400853229.

- «О христианстве в Туркестане в домонгольский период» («Записки Восточного отдела Императорского Русского Археологического общества», т. VIII (1893—94), немецкий перевод: «Zur Geschichte des Christentums in Mittel-Asien bis zur mongolischen Eroberung» (Тюбинген, 1901);
- «Образование империи Чингисхана» («Записки Восточного отдела», т. X, 1896);
- «Отчёт о поездке в Среднюю Азию в 1893—94 годах» (СПб., 1897, и «Записки Академии наук», историко-филологический отдел, 8-я серия, т. I, № 4);
- «Очерк истории Семиречья» («Памятная книжка Семиреченской области», т. II, Верный, 1898);
- «Отчёт о командировке в Туркестан» («Записки Восточного отдела Археологического общества», т. XV, 1902—03);
- «Историко-географический обзор Ирана» (СПб., 1903, университетский курс);
- «Сведения об Аральском море и низовьях Амударьи с древнейших времён до XVII века» (Ташкент, 1902); немецкий перевод: «Nachrichten uber den Aralsee und den unteren Lauf des Amu-Darja» (Л., 1911); «Zur Geschichte der Saffariden» («Orientalische Studien», I, 1906);
- «О некоторых восточных рукописях в библиотеках Константинополя и Каира» («Записки Восточного Отдела», т. XVIII, 1908);
- «Обзор деятельности факультета 1855—1905 годов» («Материалы для истории факультета восточных языков», т. IV, 1909);
- К истории Мерва. — Санкт-Петербург: Тип. Имп. акад. наук, 1909. — 24 с.
- Персидская надпись на стене анийской мечети Мануче: С 2 табл. — Санкт-Петербург: тип. Имп. Акад. наук, 1911. — 44 с., 1 л. снимков. — (Анийская серия; № 5)
- История изучения Востока в Европе и России: Лекции. чит. в Имп. С.-Петерб. ун-те. — Санкт-Петербург: тип. М. М. Стасюлевича, 1911. — XIV, 282 с. — (Издания Факультета восточных языков Императорского Санкт-Петербургского университета; № 38)
- О погребении Тимура. — Петроград: тип. Акад. наук, 1915. — 32 с.
- Из прошлого турок. — Петроград: тип. П. Ф. Вощинской, 1917. — 16 с.
- «История изучения Востока в Европе и России». Л., 1925;
- «Иран: Исторический обзор». Ташкент, 1926;
- «История культурной жизни Туркестана». Л., 1927;
- «Киргизы: Исторический очерк». Фрунзе, 1927
- Тюрки. Двенадцать лекций по истории турецких народов Средней Азии
- КУЛЬТУРА МУСУЛЬМАНСТВА. Изд-во «ОГНИ» ПЕТРОГРАД 1918 г. «КРУГ ЗНАНИЯ»